# Georg Funkquist
Georg Herman Fredrik Funkquist (ur. 13 marca 1900 w Uppsali, zm. 23 października 1986 w Sztokholmie) – szwedzki aktor filmowy.

## Wybrana filmografia
- Powrót z Babilonu (Hem från Babylon) (1941)
- Kvinnan bakom allt (1951)
- Letni sen (Sommarlek) (1951)
- Ratataa (1956)
- Oko diabła (Djävulens öga) (1960)
- O tych paniach (För att inte tala om alla dessa kvinnor) (1964)